# Dagbouw Zukunft
Dagbouw Zukunft was een bruinkoolgroeve tussen Eschweiler en Aldenhoven in het Rijnlands bruinkoolgebied in Duitsland.

## Geschiedenis
Deze dagbouw is in 1910 gestart door BIAG Zukunft.
De volgende dorpskernen zijn verdwenen door deze dagbouw: Lohn, Langweiler, Laurenzberg, Pattern, Langendorf, Velau bei Hehlrath, Fronhoven-West, Pützlohn, Erberich, Obermerz, Lürken, Gut Hausen, Warden-Ost, Fronhoven-Ost.
De bruinkoolwinning in het Eschweiler-gebied werd beëindigd op 3 september 1987.

## Blausteinsee
De groeve van dagbouw Zukunft is sinds 1994 met oppervlaktewater gevuld en zo ontstond de Blausteinsee, 100 hectare groot en ca 45 meter diep.
De oorspronklijk geplande naam was "Eschweiler See". Van de noordwestelijke oever kan gedoken worden, de westoever heeft een strand. De oostelijke oeverzone is een natuurreservaat.

## Externe link

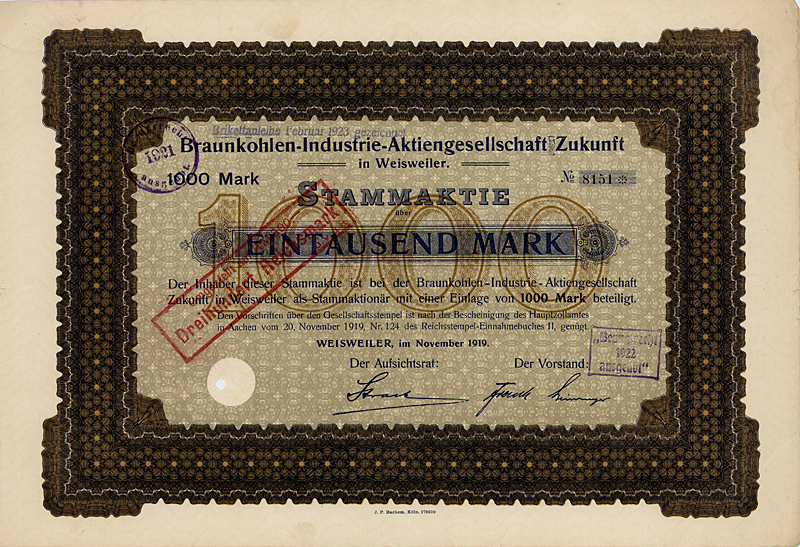
aandeel van 1000 Mark in Braunkohlen Industrie AG Zukunft (1919)
ligging van Blausteinsee
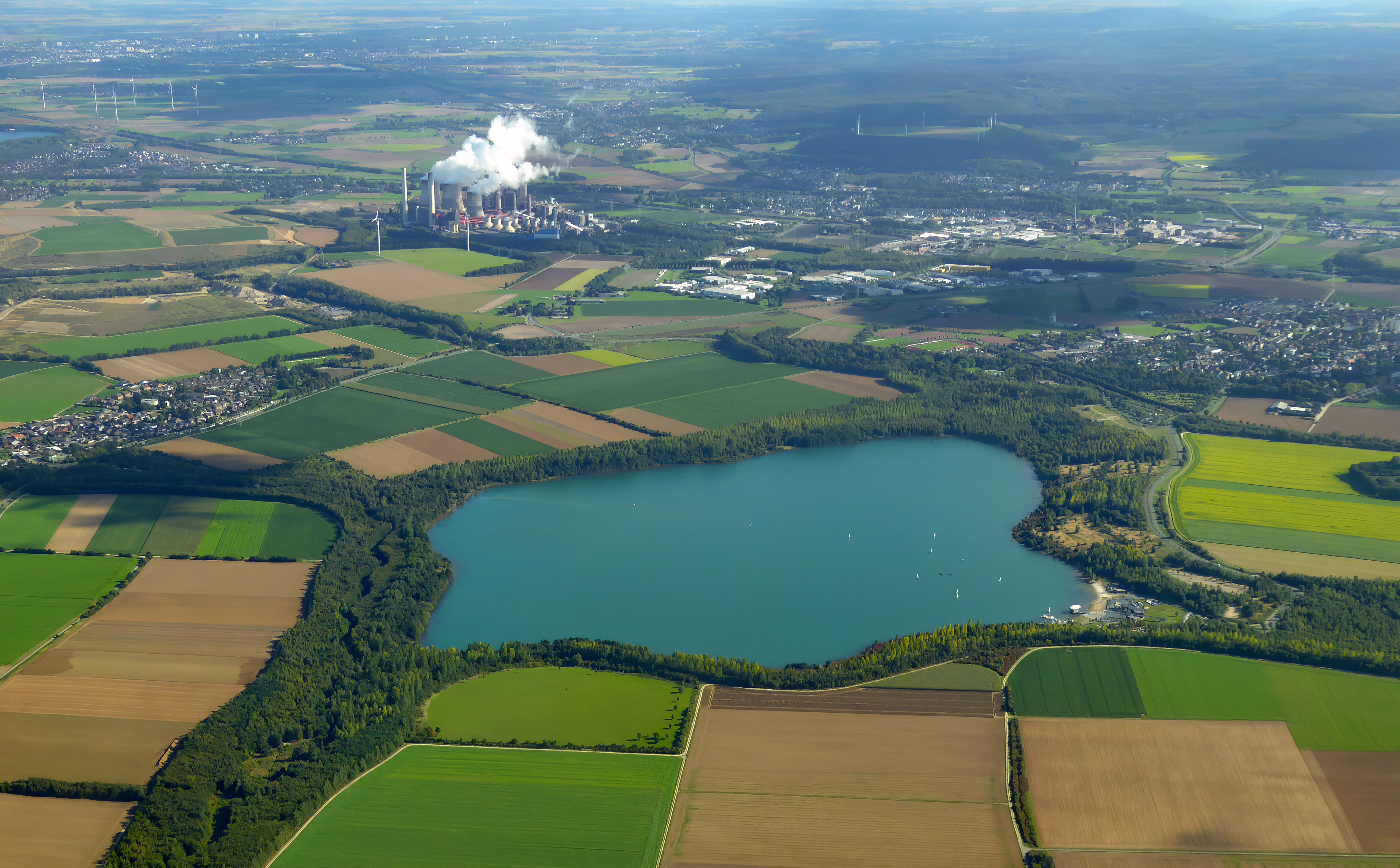
Blausteinsee vanuit de lucht (2015)
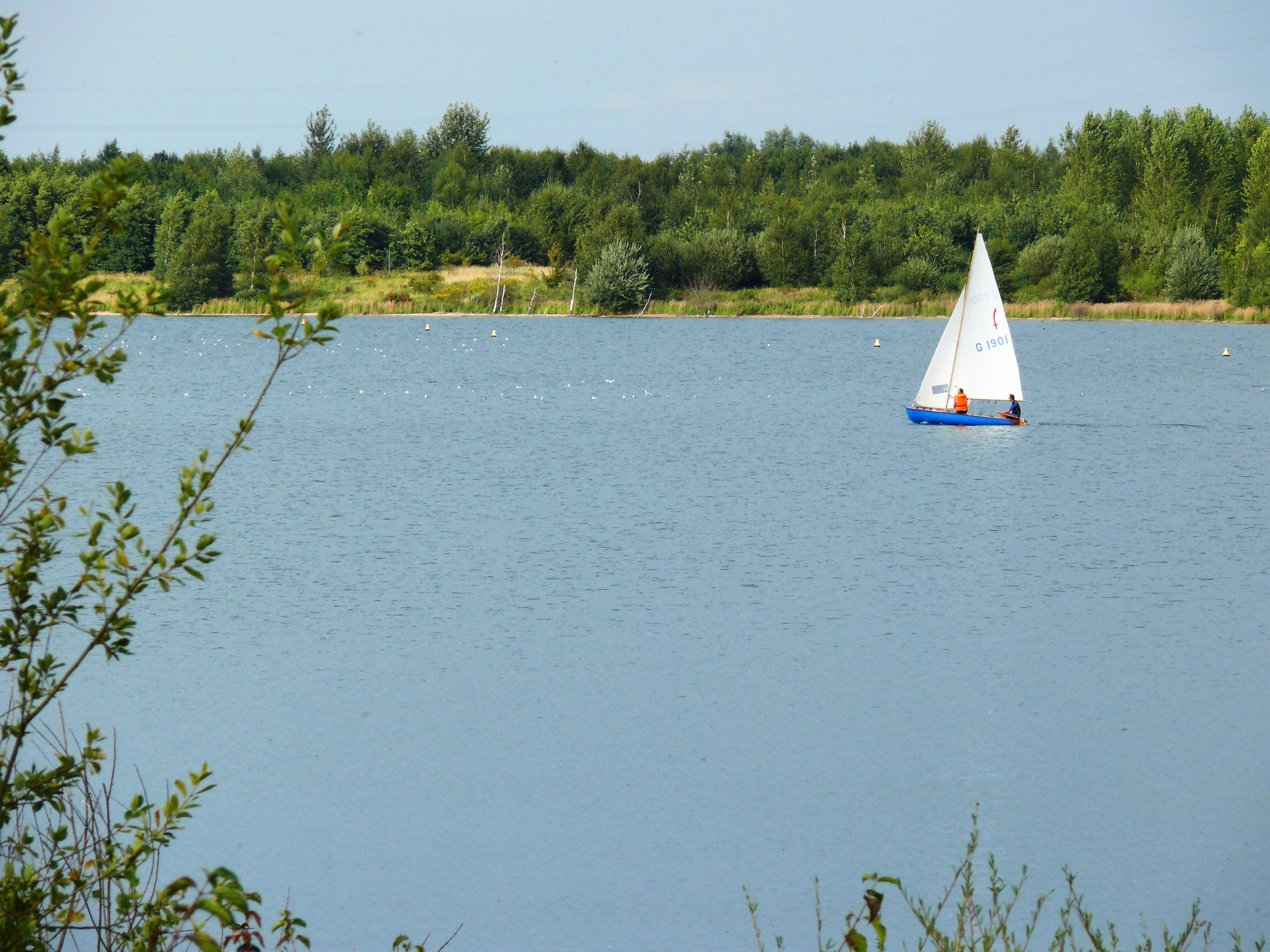
zeilen op Blausteinsee (2008)